# Пан Твардовский (опера)
«Пан Твардовский» — романтическая опера в 3 действиях, 8 картинах по мотивам польской народной легенды о пане-чернокнижнике, продавшем душу дьяволу. Либретто Михаила Загоскина, музыка Алексея Верстовского. «Пан Твардовский» — это первая опера А. Н. Верстовского. Впервые поставлена в Москве в 1828 году. Ряд источников указывают на то, что опера «Пан Твардовский» была написана по повести Загоскина «Вечера на Хопре». Музыковед Б. Доброхотов пишет о том, что Загоскин стал сочинять либретто оперы на сюжет повести «Пан Твардовский», которую написал ранее. Позднее, в 1834 году опубликован одноимённый рассказ Загоскина (в цикле «Вечер на Хопре»). При этом, как отмечает советский музыковед А. Гозенпуд, либретто оперы «Пан Твардовский» является совершенно самостоятельным сочинением.

## История
С.Т. Аксаков, приступив к работе над сочинением либретто оперы, искал возможность совместить в своей работе все те требования, которые выставил Верстовский: включить в сюжет цыган и создать фантастические элементы. Аксаков и Верстовский стали разрабатывать сюжет стариной французской оперы «Заметти». Но Аксаков был слишком занят другой работой, он не уделял должного времени сочинению либретто и рабочий процесс затягивался. С.Т. Аксаков попросил Загоскина сочинить либретто по написанной раннее повести «Пан Твардовский».

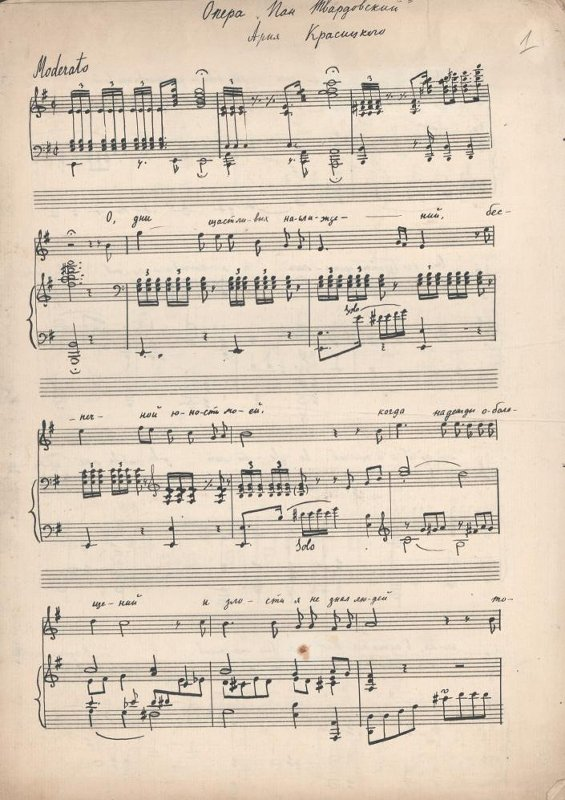
Музыкальная рукопись. Ария Красицкого из оперы «Пан Твардовский»

Первая постановка оперы состоялась в Большом театре 24 мая 1828 года, зрители называли ее «первой русской оперой». Опера ставилась с большой роскошью. Дирижер-постановщик Фридрих Шольц, режиссер-постановщик К. Малышев, хореограф-постановщик Василий Лобанов, художники-постановщики — Иван Иванов, Василий Баранов, Браун 1-й Карл. Опера носила мелодраматический характер.

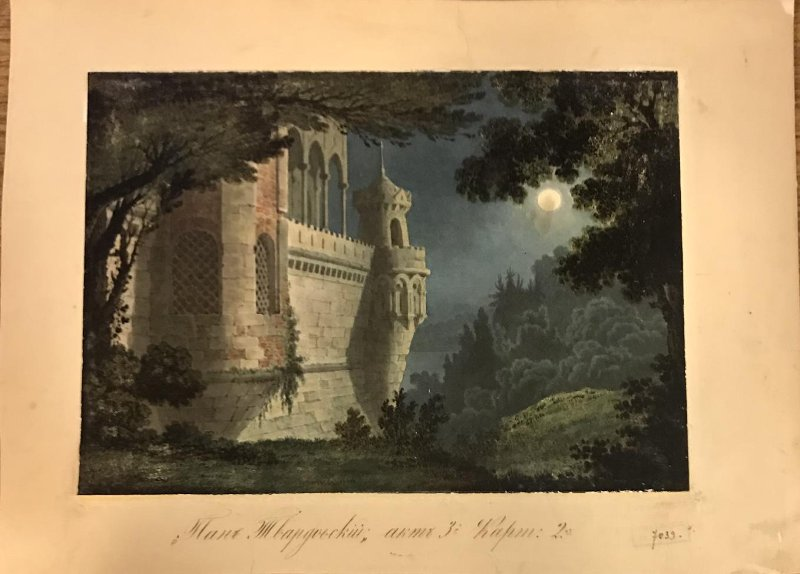
Эскиз декорации. Замок у пруда.
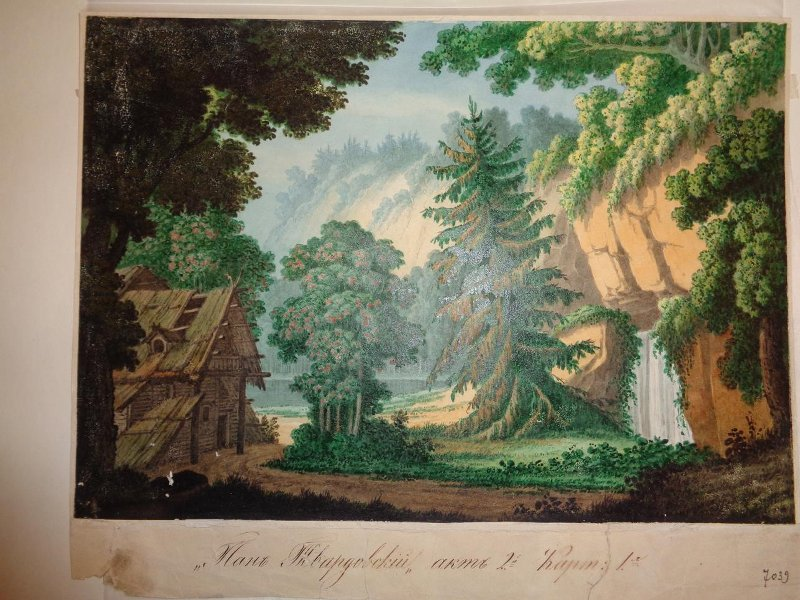
Эскиз декорации. Избушка у озера
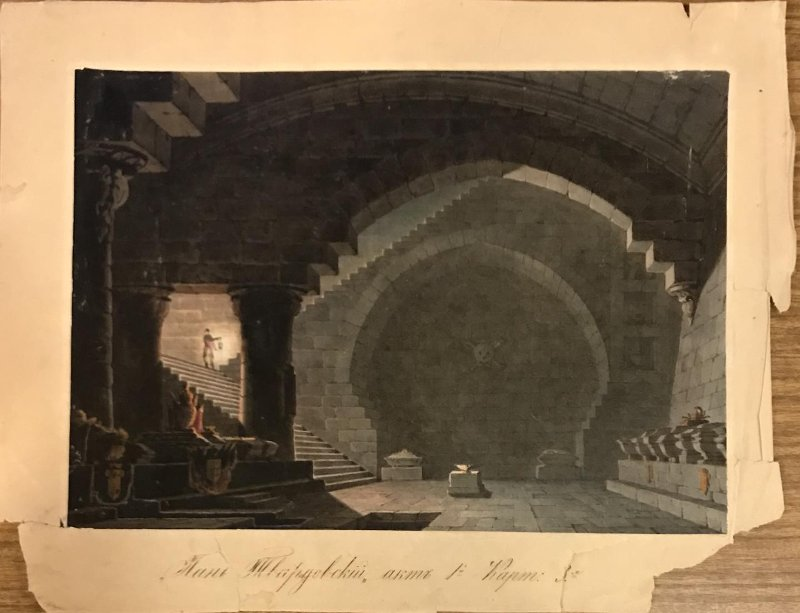
Эскиз декорации. Склеп с гробницами
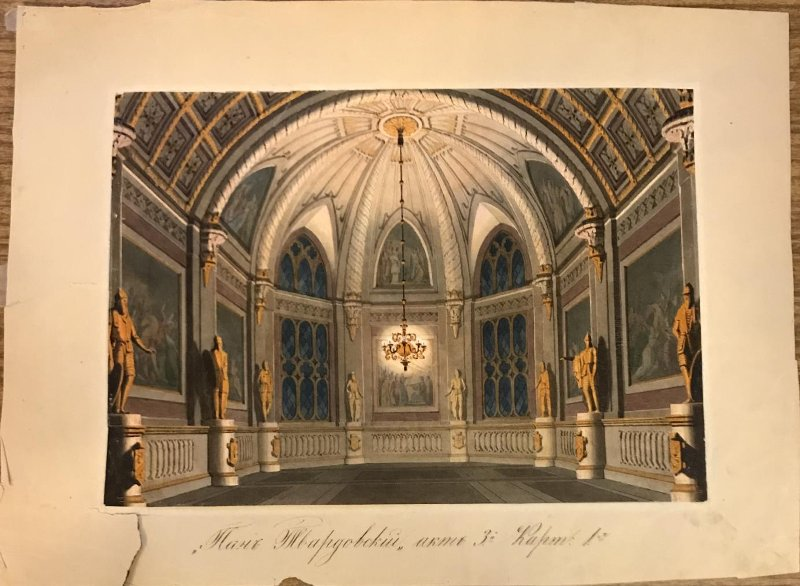
Эскиз декорации. Высокая сводчатая круглая комната со статуями по стенам
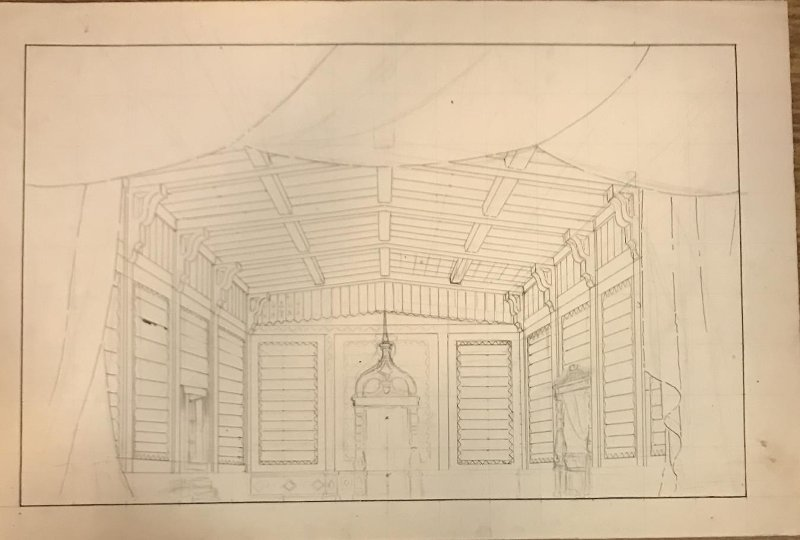
Эскиз декорации. Интерьер деревянного дома
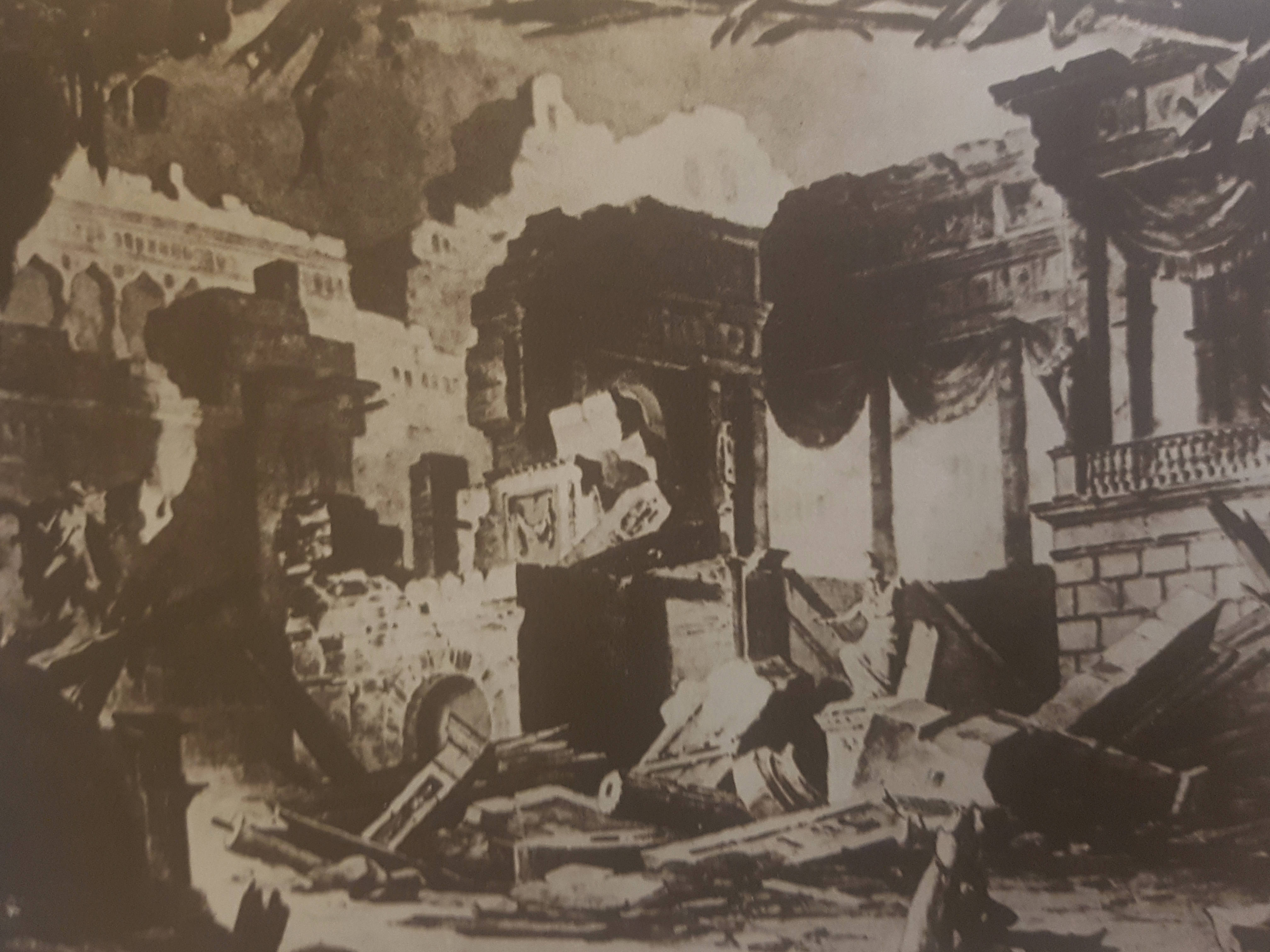
Сцена из оперы "Пан Твардовский"

В октябре 1827 Верстовский уже вел работу над оперой. В либретто оперы присутствуют черты сценичности и создается впечатление крупного оперного спектакля.
Надежда Репина исполнила центральную женскую партию.
Опера Верстовского состоит из чередования законченных музыкальных номеров и разговорных эпизодов. В опере появляется образ «молодого человека XIX века», который недоволен условностями, которые его сковывают, и старается это изменить. Такой образ часто встречается в литературе. В Юлии воплощена любовь к родине и любовная верность.
Театральные критики отмечали арию Твардовского во втором действии, заклинание, цыганскую песню, финал, балладу, романс, который допевает Красицкий, хоры, дуэт Красицкого с Юлией, песню Гикши и критиковали отсутствие народных напевов, хотя в опере присутствует интонация русской бытовой словесности, западно-словянские и цыганские интонационные начала. Признанием зрителей и критиков пользовался цыганский хор «Мы живем среди полей и лесов дремучих».

## Действующие лица
- Пан Твардовский — Н. Лавров
- Юлия — Н. Репина
- Красицкий — П. Булахов
- Мария, подруга Юлии — Д. Лаврова

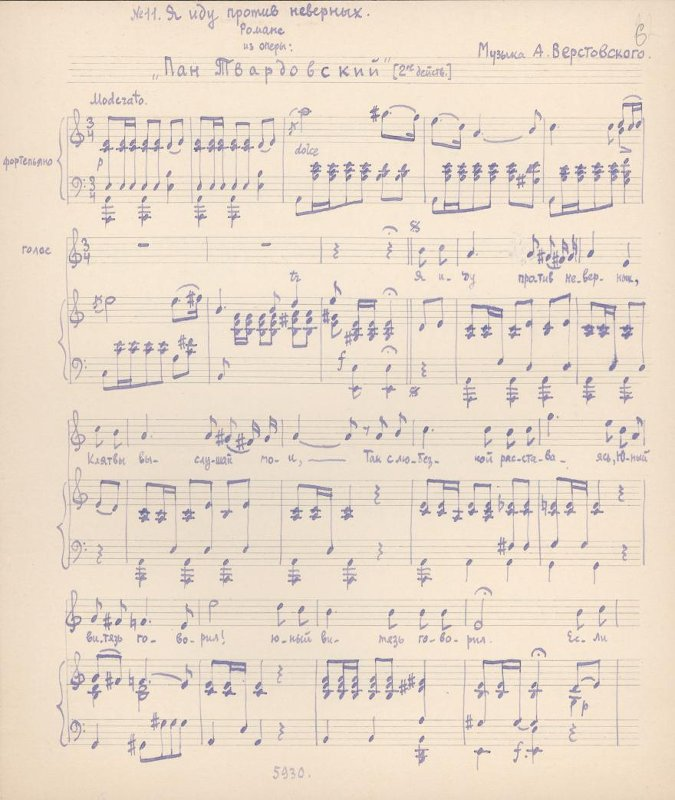
Музыкальная рукопись. Роман из оперы «Пан Твардовский»

- Болеславский, отец Юлии — В. Воеводин
- Цыган Гикша — А. Бантышев
- Артур, старый конюший Твардовского — К. Третьяков
- Злой дух — А. Лобанов[14]

## Либретто
Когда шляхтич Красицкий возвращается домой, он понимает, что его невесту Юлию собираются выдать замуж за чернокнижника пана Твардовского, хотя сама Юлия против этого. Красицкий хочет помешать предстоящему бракосочетанию, но Твардовский делает так, что Красицкий оказывается в тюрьме. Цыгане помогают Красицкому освободиться. Твардовский продает свою душу сатане и добивается власти над духами, но если он испытает чувство страха, он потеряет эту силу. Постепенно Твардовский начинает испытывать страх и отдает приказ поджечь свой собственный замок. Дух сбрасывает его в озеро, а Красицкий и его невеста Юлия могут быть вновь вместе.

## Новая постановка оперы
29 октября 1851 года в бенефис режиссера П.Щепина состоялась премьера новой постановки оперы. Композитором была переработана партитура. Дирижер И. Иоганис, режиссер П. Щепин, художник В. Баранов.